# فلورون سوطوكا
فلورون سوطوكا (بالفرنسية: Florian Sotoca؛ مواليد 25 أكتوبر 1990) لاعب كرة قدم فرنسي يلعب في مركز رأس الحربة مع نادي لانس في الدوري الفرنسي.
سبق له أن لعب مع أندية مارتيغ و‌مونبلييه.

## روابط خارجية
- فلورون سوطوكا على موقع الاتحاد الأوربي (الإنجليزية)
- فلورون سوطوكا على موقع قاعدة بيانات كرة القدم.إي يو (الإنجليزية)
- فلورون سوطوكا على موقع ليكيب (الفرنسية)
- فلورون سوطوكا على موقع Soccerway.com (الإنجليزية)
- فلورون سوطوكا على موقع عالم كرة القدم.نت (الإنجليزية)
- فلورون سوطوكا على موقع AS.com (الإسبانية)